# Saliou Niang
Saliou Niang (Dakar, 14 de mayo de 2004) es un baloncestista con doble nacionalidad senegalesa e italiana, que pertenece a la plantilla de la Virtus Bologna de la Lega Basket Serie A. Con 1,99 metros de estatura, juega indistintamente en las posiciones de escolta o alero.

## Trayectoria deportiva

### Primeros años
Nacido en Senegal, se trasladó a Italia a la edad de dos años, y pasó su infancia en Mandello del Lario, en la provincia de Lecco. Comenzó jugando en la Polisportiva Mandello, donde completó toda su carrera en el minibásquet. Posteriormente, jugó para el Gimar Lecco durante dos temporadas en las categorías sub-13 y sub-14, antes de fichar por el Fortitudo Bologna, donde comenzó en la categoría sub-15.

### Profesional
Su llegada al primer equipo de Fortitudo estuvo marcada por algunos problemas físicos. En agosto de 2020, durante un entrenamiento, sufrió la rotura de tres ligamentos del tobillo izquierdo y un desgarro en el cuarto. Después de un largo descanso, regresó a las canchas en febrero de 2021, pero el dolor persistente lo llevó a someterse a su primera cirugía en el mes de julio. La temporada siguiente, una fractura por estrés en el pie izquierdo le obligó a parar de nuevo y a someterse a una segunda operación para extraer fragmentos de hueso bajo el maléolo. Durante este período, sin embargo, logró conseguir su primera aparición en la Serie A, jugando un minuto en el partido de visitante ante el Universo Treviso Basket el 5 de marzo de 2022. En la temporada 2022-2023, disputada por el equipo de Bolonia en la Serie A2 en virtud del descenso del año anterior, Niang hizo ocho apariciones entre la primera fase, la segunda fase y los play-offs.
En agosto de 2023, a petición suya para competir en un campeonato de mayor nivel, es traspasado al Aquila Trento, inicialmente sólo en calidad de cedido. En su primera temporada real en la Serie A, hizo 13 apariciones, promediando 5.0 puntos en 13.1 minutos jugados a las órdenes del entrenador Paolo Galbiati. En la temporada siguiente (2024-2025) sus cifras ascendieron a 8,1 puntos en 20,3 minutos de media y fue elegido el jugador más mejorado de la liga, en un año en el que disputó los 30 partidos de la temporada regular y cuatro de los cuartos de final del play-off que perdió contra el Olimpia Milano. En el mismo año, con los bianconeri ganó la Copa Italia 2025, siendo también premiado como el mejor jugador italiano de la competición, en la que registró promedios de 12,0 puntos, 6,3 rebotes, 1,3 robos y 14,6 de valoración.
El 26 de junio de 2025 fue elegido en la quincuagésimo octava posición del Draft de la NBA por los Cleveland Cavaliers. Sin embargo, el 16 de julio se oficializó su fichaje por la Virtus Bologna de la Serie A.